# Euphyia denigrata
Euphyia denigrata är en fjärilsart som beskrevs av Gillmer 1909. Euphyia denigrata ingår i släktet Euphyia och familjen mätare. Inga underarter finns listade i Catalogue of Life.